# Plateros (Zacatecas)
Plateros es una localidad mexicana situada en el municipio de Fresnillo, en el estado de Zacatecas. Se ubica al noreste de la cabecera municipal: Fresnillo.

## Geografía
La localidad de Plateros se ubica en el este del municipio de Fresnillo; se encuentra a una altura aproximada de 2175 metros sobre el nivel del mar.
Plateros se encuentra dentro de un lomerío, cuyo suelo predominante es el phaeozem y el leptosol. El clima de la localidad es semiseco templado con lluvias en verano.

## Demografía
De acuerdo con el Censo de Población y Vivienda realizado en marzo de 2020 por el Instituto Nacional de Estadística y Geografía (INEGI), en la localidad de Plateros había un total de 6055 habitantes, siendo 3045 mujeres y 3010 hombres.

### Viviendas
En el censo de 2020 se registraron alrededor de 1924 viviendas particulares, de éstas, 1608 estaban habitadas. De las viviendas particulares habitadas: 1554 tenían piso de material diferente de tierra; 1580 disponían de energía eléctrica; 1562 disponían de escusado y/o sanitario; y 1574 disponían de drenaje.

### Evolución demográfica
| Gráfica de evolución demográfica de Plateros entre 1900 y 2020 |
|                                                                |
| Fuente: Instituto Nacional de Estadística y Geografía          |